# 국도 제77호선 (아이슬란드)
국도 제77호선(Route 77) 또는 호프수스브로이트(Hofsósbraut)는 아이슬란드의 노르뒤를란드 베스트라 스카가피외르뒤르의 마을인 호프수스를 질주하는 일반 국도이다. 특이하게도 이 국도 노선은 ㄷ자형의 선형을 가지고 있는 구조로 이루어져 있고, 총 연장도 역시 2.3 km에 이른다.